# Прокомпсогнат
Прокомпсогнат (лат. Procompsognathus) — род динозавров из семейства Coelophysidae, обитавших во времена позднего триаса (215,56—212,0 млн лет назад) на территории современной Германии. Типовой и единственный вид — Procompsognathus triassicus. Procompsognathus был небольшим, лёгким, наземным двуногим хищником, имевшим длину примерно 1 м.

## Этимология
Родовое название переводится как «до изящной челюсти» и происходит от названия другого динозавра — компсогната. Обитавший позднее (в юрском периоде), мелкий хищник, компсогнат берёт своё название от греческих слов κομψός, что означает «изящный» или «элегантный» и γνάθος — «челюсть». Приставка προ переводится как «перед» или «до» и отражает раннюю гипотезу о том, что это животное было прямым предком компсогната. Сегодня это предположение считается ошибочным. Видовое название triassicus дано в честь геологического периода триаса, во времена которого жил динозавр.

## Описание
Прокомпсогнат, вероятно, достигал длины около 1 м, хотя первооткрыватель динозавра Фраас в 1913 году дал оценку длины в 75 см. В 2010 году Грегори Скотт Пол оценил массу животного в 1 кг, а длину в 1,1 м. Будучи двуногим, прокомпсогнат имел длинные задние конечности, короткие передние конечности, большие кисти с когтями, длинную тонкую морду с большим количеством мелких зубов и жёсткий хвост. Бедро голотипа имеет длину 93 мм, а голень — 112 мм. Головка бедра составляет 20 % длины всей кости, что является адаптацией к бегу и быстрому передвижению.

## Обнаружение ипалеоэкология
Фрагментарный и плохо сохранившийся скелет прокомпсогната был обнаружен в карьере Weiße Steinbruch формации Лёвенстейн (Löwenstein Formation), расположенном на севере Баден-Вюртемберга вблизи Пфаффенайма в Вюртемберге, Германия. Это открытие было сделано Альбертом Буррером в 1909 году. Окаменелости были заключены в песчаник и серый/голубой мергель, образовавшийся примерно 210 млн лет назад, во времена норийского яруса верхнего триаса.
Голотип SMNS 12591 состоит из трёх блоков песчаника: в одном из них был заключён сильно раздроблённый череп с зубами и челюстями длиной около 7 см. Два других несли в себе остатки постчерепного скелета, в том числе 29 шейных, спинных и хвостовых позвонков, рёбра, части плечевого пояса, передние конечности, подвздошную кость, лобковую кость и задние конечности. На момент смерти животное было взрослым.
Буррер отправил экземпляр профессору Эберхарду Фраасу из Государственного музея естествознания Штутгарта. Во время лекции 9 октября 1911 года Фраас упомянул эти остатки под названием «Hallopus celerrimus», считая животное прыгающим динозавром длиной около 60 см и связывая его с происхождением птиц. Позднее Фраас решил использовать другое название и в 1913 году описал род Procompsognathus с типовым видом Procompsognathus triassicus. Голотип находится в Государственном музее естествознания Штутгарта, Германия.
В 1921 году немецкий палеонтолог Фридрих фон Хюне описал два дополнительных экземпляра, найденных в том же карьере, что и голотип в 1908 году: SMNS 12352 — частичный череп с нижней челюстью от более крупной особи и SMNS 12352a — левая передняя конечность.

### Фауна и среда обитания
Прокомпсогнат обитал в довольно засушливых условиях, вероятно питаясь мелкими позвоночными и насекомыми. В то же время и в том же месте обитали другие Coelophysoidae: Halticosaurus и Dolichosuchus, а также зауроподоморфы Plateosaurus gracilis и Efraasia minor. Weishampel и др. (2004) так же отметили наличие окаменелых следов теропод и остатков неизвестного герреразаврида из более древних слоёв формации.

## Систематика

### Голотип SMNS 12591
Несмотря на то, что прокомпсогнат явно был небольшим двуногим хищным животным, плохая сохранность голотипа затрудняет точную классификацию. Фрасс в своём описании поместил животное в надотряд динозавров. В 1923 году Франц Нопча создал подсемейство Procompsognathinae, а в 1929 году Фридрих фон Хюне создал семейство Procompsognathidae. Сегодня подобная таксономия не используется. В 1932 году фон Хюне отнёс род к псевдозухиям. С тех пор прокомпсогнат обычно считается тероподом. В 1992 году Пол Серено и Руперт Уаилд заявили, что голотип представляет собой химеру: по их мнению, постчерепной скелет принадлежал небольшому тероподу-целофизоиду, родственному Segisaurus, а череп крокодиломорфу Saltoposuchus. Однако в 1993 году индийский палеонтолог Санкар Чаттерджи опроверг результаты исследования, указав на то, что в черепе отсутствуют черты, характерные для крокодиломорфов, и следовательно, весь скелет принадлежит одному животному. Серено (в 1997 году) и Эскурра и Новас (в 2007 году) провели филогенетические анализы, поддерживающие размещение прокомпсогната в семействе Coelophysidae. Этот род может быть наиболее тесно связан с Segisaurus halli.

### Образцы SMNS 12352 и SMNS 12352a
Много споров возникло вокруг образцов SMNS 12352 и SMNS 12352a, описанных фон Хюне. В 1982 году Джон Остром предположил, что эти образцы принадлежат животному, не родственному прокомпсогнату. В 2006 и 2008 году Фабьен Кнолл пришёл к выводу, что SMNS 12352 принадлежал крокодиломорфу, а SMNS 12352a крокодиломорфу или базальному архозавру. В 2012 году было проведено КТ-сканирование, подтвердившее принадлежность образец SMNS 12352 принадлежал крокодиломорфу, отличному от Saltoposuchus.
Оливьер Рохат и Аксель Хангербелер (2000 год) отметили ряд особенностей позвонков, по которым род можно отнести к Coelophysidae или к цератозаврам. Каррано и др. (2005 год) отнесли Segisaurus и Procompsognathus к семейству целофизид. Дэвид Аллен (2004 год) считал животное орнитодиром, не связанным с динозаврами.

### Отличительные анатомические особенности
В 1998 году Чаттерджи отметил ряд синапоморфий черепа голотипа, характерных для тероподов:
- Наличие дополнительного верхнечелюстного отверстия
- Сошники срастаются рострально и сильно вытянуты к хоанам
- Головка квадратной кости полностью срастается с чешуйчатой костью без контакта рядом с затылочным мыщелком
- Орбитосфеноиды сращены

В 2000 году Раухут отметил, что лопатка прокомпсогната тоньше, чем лопатка Coelophysis bauri.

## В популярной культуре
Прокомпсогнат появляется в романах «Парк юрского периода» и «Затерянный мир» Майкла Крайтона. На протяжении романа животное иногда называется «compys». Хотя автор описывает наличие у это динозавра ядовитого укуса со снотворным действием, никаких доказательств наличия яда у прокомпсогната нет. В оригинальном романе «Парк юрского периода» персонаж Джон Хэммонд пугается рыка тираннозавра, оступается и падает с холма, вследствие чего повреждает лодыжку. С повреждённой ногой Хэммонд погибает, оказавшись не в силах убежать от стаи прокомпсогнатов.